# Schillereisvogel
Der Schillereisvogel (Alcedo quadribrachys) ist ein afrikanischer Eisvogel.

## Merkmale
Der 16 cm lange Schiller-Eisvogel ähnelt dem europäischen Eisvogel. Er ist durch einen schwarzen Schnabel, einen ultramarin-blauen Kopf, dunkelblaue Flügeloberseiten, eine weiße Kehle sowie eine Brust, einen Bauch und Flügelunterseiten in rötlicher Färbung gekennzeichnet.

## Vorkommen
Der Schillereisvogel kommt in den tropischen Regenwäldern von West- und Zentralafrika vor. Es sind zwei Unterarten bekannt: Das Verbreitungsgebiet von Alcedo q. quadribrachys erstreckt sich in Westafrika von Senegal bis nach Nigeria, während das Vorkommen von Alcedo q. guentheri von Südwest-Nigeria zum Viktoriasee im Osten und im Süden bis nach Sambia und in das nördliche Angola reicht. 

## Verhalten und Nahrung
Der Schillereisvogel ist ein Ansitzjäger. Er ernährt sich von kleinen Fischen, Krustentieren und Wasserinsekten.